# Vålungen
Vålungen är en sjö i Säffle kommun i Värmland och ingår i Göta älvs huvudavrinningsområde. Sjön har en area på 0,704 kvadratkilometer och ligger 106,2 meter över havet. Sjön avvattnas av vattendraget Ysjöälven.

## Delavrinningsområde
Vålungen ingår i det delavrinningsområde (657536-131744) som SMHI kallar för Utloppet av Vålungen. Medelhöjden är 134 meter över havet och ytan är 6,39 kvadratkilometer. Räknas de 3 avrinningsområdena uppströms in blir den ackumulerade arean 64,27 kvadratkilometer. Ysjöälven som avvattnar avrinningsområdet har biflödesordning 4, vilket innebär att vattnet flödar genom totalt 4 vattendrag innan det når havet efter 243 kilometer. Avrinningsområdet består mestadels av skog (84 procent). Avrinningsområdet har 0,83 kvadratkilometer vattenytor vilket ger det en sjöprocent på 13 procent.